# Landon Gardner
Landon Gardner (ur. 2 sierpnia 1985 r.) – amerykański narciarz, specjalista narciarstwa dowolnego. Najlepszy wynik na mistrzostwach świata osiągnął podczas mistrzostw w Inawashiro, gdzie zajął 20. miejsce w jeździe po muldach podwójnych. Nie startował na igrzyskach olimpijskich. Najlepsze wyniki w Pucharze Świata osiągnął w sezonie 2007/2008, kiedy to zajął 65. miejsce w klasyfikacji generalnej.

## Sukcesy

### Mistrzostwa Świata
| Miejsce | Dzień   | Rok  | Miejscowość | Konkurencja      | Zwycięzca          |
| ------- | ------- | ---- | ----------- | ---------------- | ------------------ |
| 33.     | 7 marca | 2009 | Inawashiro  | Jazda po muldach | Patrick Deneen     |
| 20.     | 8 marca | 2009 | Inawashiro  | Muldy podwójne   | Alexandre Bilodeau |

### Puchar Świata

#### Miejsca w klasyfikacji generalnej
- 2004/2005 – 117.
- 2005/2006 – 149.
- 2006/2007 – 133.
- 2007/2008 – 56.
- 2008/2009 – 74.

#### Miejsca na podium
1. Deer Valley – 2 lutego 2008 (Jazda po muldach) – 2. miejsce